# Garcia Soares
Garcia Soares (fl. XIII secolo) è stato un trovatore portoghese della prima metà del XIII secolo e fratello del trovatore Martin Soarez.
È autore di due cantigas de amigo, una delle quali dialogata.  